# Viamonte (Córdoba)
Viamonte es una localidad ubicada al sur del Departamento Unión, en la Provincia de Córdoba, Argentina. Se encuentra a 370 kilómetros al sudeste de la provincia de Córdoba, y se accede desde la misma por la ruta nacional 9 sur hacia Villa María y de allí, por ruta provincial 4 hasta la ciudad de La Carlota, para luego acceder a la ruta nacional 8 hasta el desvío de la ruta provincial 3. Sobre la misma se deben recorrer 35 kilómetros más y tomar hacia la derecha por la A177 que conduce a Viamonte.

## Toponimia
Su nombre fue colocado en honor al General Juan José Viamonte.

## Historia
Viamonte como muchas localidades del sur cordobés, se encuentra en tierras que por mucho tiempo dominadas por los ranqueles y pampas, hasta que la Campaña del Desierto de la mano del general Roca en 1879 los diezmó por completo.
Luego de la ausencia de los aborígenes, estos terruños a través de la venta pasaron a manos privadas de la empresa Tierras del Grand Sud Santa Fe y Córdoba que promocionaba su colonización y venta.
En el año 1891, precisamente el 23 de marzo paso por primera vez el tren por la localidad y por ello, se tomo como fecha de fundación del pueblo. Ya en ese momento esistian personas habitando la localidad en la zona que se conoce como el Barrio las Quintas. Todavía no se habían definido los límites de los terrenos. 
En 1896 se extendió desde Rufino a La Carlota un tramo del Ferrocarril Buenos Aires al Pacífico. Este acontecimiento fue el nexo que produjo la llegada de inmigrantes que comenzaron a poblar lo que en ese momento se llamó Estación General Viamonte, hasta que el 1 de febrero del 1906 quedó establecido que solo se llamaria Viamonte.
En 1902 Hipólito Yrigoyen compró las tierras donde se ubica el pueblo y que hoy es parte de la estancia El Camoatí. El expresidente finalmente las donó a su sobrino el coronel Martín de Yrigoyen. Algunos de esos lotes fueron adquiridos por Marcelino Dopico quien debía respetar los asentamientos existentes. Dopico donó los terrenos para en un determinado tiempo se convirtiera en una colonia. Y para eso entregó tierras para la ubicación de la plaza y la construcción de un cementerio, iglesia y un convento que nunca se concretó.

## Geografía
Se encuentra en el sector que se lo conoce como la Pampa Gringa, rodeado de bañados y lagunas, que lo hacen atractivo para practicar la pesca principalmente del pejerrey. 

### Población
Cuenta con 1714 habitantes, según el censo 2022 

### Ambiente
Posee una rica flora y fauna, contando entre esta última, pumas, gato montés, ñandúes, liebres, zorros, peludos, mulitas, perdices, etc.
Su "famosa" riqueza ictícola ha disminuido hasta casi desaparecer por el poco cuidado que se les brinda a las lagunas de la zona de influencia del pueblo.

## Comunicación
Funciona el la localidad radio FM 89.1 Cristal y Video Cable Viamonte. 

## Sociales
Posee Clubes deportivos como: Viamonte Recreativo F.B.C y Unión Club con participaciones esporádicas en la Liga de Fútbol de Canals. Y el Bochin Club. 

## Cultura
En materia de Cultura, se destacan numerosos artesanos locales que exponen en ferias zonales y locales. Como máxima expresión se destaca el pintor Eduardo Giusiano Artista reconocido a nivel nacional e internacional nacido en la localidad de Viamonte.

### Religión
Cuenta con dos capillas: 
Capilla Nuestra Señora de la Asunción: Se encuentra en el Barrio Centro del pueblo. Se destaca su imagen antigua de más de cien años de antigüedad que es sacada en procesión cada 15 de agosto. Los festejos comienzan el día 6 de agosto con las novenas hasta el día 15 de agosto, que se realiza la procesión con la imagen de la virgen por las calles de la localidad.
Capilla de Nuestra Señora de San Nicolás: Se encuentra en el Barrio Las Quintas, en los años "90" se adoraba una imagen en una casilla de balanza del ferrocarril, más adelante se construyó su propia capilla en dicho barrio y allí alberga la nueva y antigua imagen. Su fiesta es el 25 de septiembre. 
Existio una Capilla de Nuestra Señora de Lujan en una Planta Cerealera vecina. Hoy la imagen se encuentra dentro de la Capilla de Nuestra Señora de la Asunción. 

## Economía
El principal motor de su economía son sus trabajadores, empleados públicos, profesionales, jubilados, comerciantes, mecánicos, camioneros, maestros y profesores, muchas de estas profesiones dependen directa e indirectamente de la producción agro-ganadera como motor de sus actividades.

## Educación
En lo que respecta a educación existe una Guardería Municipal,el Jardín de Infantes Domingo Faustino Sarmiento, el Colegio Primario Nicolás Avellaneda, el Instituto Secundario Juan Bautista Alberdi y el CENMA para adultos, junto a extensiones universitarias dependientes del área de cultura del municipio.